# スウェーデンハウス
株式会社スウェーデンハウス（英: SWEDEN HOUSE Co.,Ltd.）は、東京都世田谷区に本社を置き、北欧スウェーデンの輸入住宅を専門に扱う住宅メーカーである。
トーモクのグループ会社。

## 概要
日本全国に9支社・支店、9営業所を展開する。

## 沿革
- 1964年（昭和39年） - 石狩開発株式会社を設立。石狩港開発を目指す事業開始。
- 1979年（昭和54年） - スウェーデン村、スウェーデン交流センター建設構想発表。
- 1980年（昭和55年） - 「スウェーデン村」基本計画・スウェーデン製実験住宅2棟完成。
- 1982年（昭和57年） - スウェーデンヒルズ開発事業・スウェーデンハウス開発事業・スウェーデン交流センター設立事業分離。
- 1983年（昭和58年）
  - 株式会社トーモク内に住宅事業部を新設。
  - 財団法人スウェーデン交流センター設立。
  - スウェーデンヒルズ開発行為許可・着工。
- 1984年（昭和59年）
  - トーモク、三菱地所、北海製罐の3社共同出資によりスウェーデンハウス株式会社を設立。
  - 北海道支社を設置。
  - スウェーデンハウス販売開始。
  - 建設大臣一般認定許可。
  - スウェーデンヒルズ商品コンセプト・ネーミング（SWEDEN HILLS）決定。
- 1985年（昭和60年） - 関東に進出、世田谷区に二子玉川モデルハウスを開設。
- 1986年（昭和61年）
  - 神奈川県横浜市に横浜営業所を開設。
  - 建設大臣システム認定取得。
- 1987年（昭和62年）- 武蔵野営業所を開設。
- 1988年（昭和63年）- 西東京支店、市川営業所、横浜工事事務所を開設。
- 1989年（平成元年）‐ 新宿支店を開設。
- 1990年（平成2年）- 仙台支店を開設。
- 1991年（平成03年）- スウェーデン部材会社トーモクヒュースを設立。
- 1992年（平成04年）- 省エネルギー住宅賞硝子繊維協会会長賞受賞[5]。
- 1993年（平成05年）- 建設省乙種防火戸認定取得。
- 1994年（平成06年）- 資本金を4億円に増資。
- 1995年（平成07年）- 貿易表彰 内閣総理大臣表彰受賞。
- 1996年（平成08年）
  - 大宮支店を開設。
  - スウェーデンハウスサービス株式会社（現・スウェーデンハウスリフォーム）を設立。
  - トーモクヒュース第2工場設立
- 1997年（平成09年）
  - 千葉支店・名古屋支店を開設。
  - 財団法人住宅・建築省エネルギー機構省エネルギー住宅賞 建設大臣賞を受賞[6]。
- 1999年（平成11年）
  - 広島営業所を開設。
  - 財団法人住宅・建築省エネルギー機構 環境共生住宅認定を取得。
  - 全棟高性能保証表示システム開始。
- 2000年（平成12年）
  - 関西支店・九州支店・広島営業所・岡山出張所を開設。
  - 次世代省エネ基準適合住宅評定取得。
  - 50年間無料定期検診システム「ヒュース・ドクトル50」開始。
- 2001年（平成13年）
  - トーモクヒュース窓工場を建設。
  - イェーブレトーモクヒュースABを設立。
  - 全事業所でISO14001認証を取得。
  - 財団法人住宅・建築省エネルギー機構 次世代省エネルギー基準適合住宅評定を取得[7]。
  - 横浜支店静岡営業所を開設。
- 2003年（平成15年）- 改正建築基準法VOC基準大臣認定を取得
- 2004年（平成16年）
  - 関西支店を大阪に開設。
  - 地球温暖化防止活動環境大臣表彰受賞[8]。
- 2008年（平成20年）- ハウス・オブ・ザ・イヤー・イン・エレクトリック 2007大賞受賞[9]
- 2012年（平成24年）- 函館営業所を開設。
- 2013年（平成25年）- トーモクの完全子会社となる。
- 2014年（平成26年）
  - ハウス・オブ・ザ・イヤー・イン・エナジー 2013特別優秀賞受賞[10]。
  - 新潟営業所を開設。
  - グッドデザイン賞2014受賞[11]。
  - 「複層ガラス入木質系外開き窓」国土交通省防火認定（認定番号EB-1331） [12]。
- 2015年（平成27年）
  - 第29回全日本DM大賞2015 プログレッシブ賞 受賞[13]。
  - 2015年度 オリコン顧客満足度ランキング ハウスメーカー（注文住宅）部門 第1位 受賞[14]。
  - 第1回 日経BP Marketing Awards クリエーティブ部門 優秀賞受賞（GENUIN（ジェヌイン）[15]。
- 2016年（平成28年）- 2016年 オリコン日本顧客満足度ランキング ハウスメーカー（注文住宅）部門 2年連続総合1位 受賞
- 2017年（平成29年）- 2017年 オリコン日本顧客満足度調査 ハウスメーカー 注文住宅 3年連続 第1位受賞
- 2018年（平成30年）- 2018年 オリコン顧客満足度調査 ハウスメーカー 注文住宅 4年連続 第1位受賞
- 2019年（平成31年）- 2019年 オリコン顧客満足度調査 ハウスメーカー 注文住宅 5年連続 第1位受賞
- 2020年（令和02年）- 2020年 オリコン顧客満足度調査 ハウスメーカー 注文住宅 6年連続 第1位受賞
- 2021年（令和03年）- 2021年 オリコン顧客満足度調査 ハウスメーカー 注文住宅 7年連続 第1位受賞
- 2022年（令和04年）- 2022年 オリコン顧客満足度調査 ハウスメーカー 注文住宅 8年連続 第1位受賞
- 2023年（令和05年）- 2023年 オリコン顧客満足度調査 ハウスメーカー 注文住宅 9年連続 第1位受賞
- 2024年（令和06年）- 2024年 オリコン顧客満足度調査 ハウスメーカー 注文住宅[16] 10年連続 第1位受賞
- 2025年（令和07年）- 2025年 オリコン顧客満足度調査 ハウスメーカー 注文住宅[17] 11年連続 第1位受賞

## 事業所
- 北海道支社
- 旭川営業所
- 道東営業所
- 道南営業所
- 東北支店
- 北関東支店
- 新潟営業所
- 群馬営業所
- 宇都宮営業所
- 千葉支店
- 水戸営業所
- 東京支店
- 横浜支店
- 名古屋支店
- 関西支店
- 広島営業所
- 九州支店
- 大分営業所

## 関連会社
- 株式会社トーモク
- スウェーデンハウスリフォーム株式会社
- 北洋交易株式会社
- トーモクヒュースAB

## 主な受賞歴
- 1992年省エネルギー住宅賞硝子繊維協会会長賞受賞[5]
- 1993年 北海道まちづくり功労者知事表彰受賞（スウェーデンヒルズにて）
- 1995年 貿易表彰 内閣総理大臣表彰受賞
- 1997年 財団法人住宅・建築省エネルギー機構省エネルギー住宅賞 建設大臣賞受賞[6]
- 2004年 地球温暖化防止活動環境大臣表彰受賞[8]
- 2008年 ハウス・オブ・ザ・イヤー・イン・エレクトリック 2007大賞受賞[9]
- 2014年 ハウス・オブ・ザ・イヤー・イン・エナジー 2013特別優秀賞受賞[10]
- 2014年 グッドデザイン賞2014受賞[11]
- 2015年 第29回 全日本DM大賞2015 プログレッシブ賞[13]
- 2015年 2015年度 オリコン顧客満足度ランキング ハウスメーカー（注文住宅）部門 第１位 受賞[14]
- 2015年 第1回 日経BP Marketing Awards クリエーティブ部門 優秀賞（GENUIN（ジェヌイン） [15]
- 2016年 2016年 オリコン日本顧客満足度ランキング ハウスメーカー（注文住宅）部門 2年連続総合1位 受賞
- 2017年 2017年 オリコン日本顧客満足度調査 ハウスメーカー 注文住宅 3年連続 第1位受賞
- 2018年 2018年 オリコン顧客満足度調査 ハウスメーカー 注文住宅 4年連続 第1位受賞
- 2019年 2019年 オリコン顧客満足度調査 ハウスメーカー 注文住宅 5年連続 第1位受賞
- 2020年 2020年 オリコン顧客満足度調査 ハウスメーカー 注文住宅 6年連続 第1位受賞

## 提供番組
- LiLiCoのスウェーデン通信（AIR-G'・JFN12局ネット、2025年7月 - ）[18]